# عقد 1200
عقد 1200 هو عقد امتد بين 1 يناير 1200 و31 ديسمبر 1209 بحسب التقويم الميلادي. سبقه عقد 1190 ولحقه عقد 1210.

## أحداث
- قائمة قرارات مجلس أمن الأمم المتحدة من 1201 إلى 1300 (1201)

## مواليد
- ماتي كوركي (1201)
- دانيال ملك غاليسيا (1201)
- فيليب الأول، كونت بولوني (1201)
- روبرت دي كورتيناي (1201)
- عبد الله بن عمر البيضاوي (1201)
- أبو يوسف يعقوب بن عبد الحق (1201)
- بايجو نويان (1201)
- غياث الدين بلبن ألغ خان (1201)
- دوغين (1200)
- ابن عطاء الله السكندري (1201)

## وفيات
- عبد الغني المقدسي (1203)
- القاضي الفاضل (1200)
- ديريك السابع، كونت هولندا (1203)
- ويليام الأيادي البيضاء (1202)
- أبو الفرج بن الجوزي (1200)
- ظهير الدين فاريابي (1201)
- تشو شي (1200)
- بوهمند الثالث أمير أنطاكية (1201)
- آرثر الأول دوق بريتاني (1203)
- أبو إسحق البطروجي (1204)
- سليمان شاه الثاني (1204)

## كتب
- Yves Denis Papin (1998). Chronologie de l'histoire ancienne. Lieu de publication non identifié: Éditions Jean-paul Gisserot. ISBN:2-87747-346-5. OCLC:40746926. مؤرشف من الأصل في 2022-03-16.
- موسوعة حضارة العالم (2002) لأحمد محمد عوف.

## روابط خارجية
- تصفح سنة بسنة عقد 1200 على موقع onthisday.com
- تصفح سنة بسنة عقد 1200 ابتداءً من سنة عقد 1200 على موقع المكتبة الوطنية الفرنسية